# 기사의 발레를 위한 음악
《기사의 발레를 위한 음악(독일어: Musik zu einem Ritterballet), WoO 1》은 루트비히 판 베토벤이 1790년에 작곡한 발레 음악이다. 

## 개요
베토벤은 1790년에 본에서의 마지막 시기를 보내고 있었을 때 "기사의 발레"(Ritterballet)를 위한 음악을 작곡했다. 페르디난트 폰 발트슈타인 백작은 카니발 시즌을 앞두고 자신이 직접 프로듀싱하고 공동으로 안무를 맡은 발레를 위해 젊은 작곡가의 음악을 의뢰했다(공연은 본의 무도회장(레다우텐살)에서 카니발 시즌의 일요일에 이루어졌다).
베토벤의 친구인 프란츠 베겔러는 그의 "루트비히 판 베토벤에 대한 전기적 노트"(Biographische Notizen ueber Ludwig van Beethoven)에서 이렇게 말했다: "이 작품은 베토벤이 자신을 작곡가로 지명하지 않았기 때문에, 오랫동안 발트슈타인 백작의 작품으로 여겨졌습니다. 그리고 전자가 아헨 출신의 무용 거장 하비치와 함께 발레를 기획했기 때문에 더욱 그렇습니다." 베겔러는 또한 "기사의 발레"(Ritterballet)라는 호칭을 만들었는데, 이 호칭은 현존하는 어떤 필사본에서도 찾아볼 수 없다. 
악보의 원본은 현재 베를린 주립도서관에 보관되어 있다. 베토벤은 사망할 때까지 그것을 보관했다. 악보의 초판은 라이프치히의 브라이코프 운트 헤르텔이 출판한 "베토벤 전집판"의 보충본으로서 1888년에 총보가 간행되었다. 1872년에는 피아노 편곡 악보가 라이프치히에서 출판되었는데, 1960년까지 베토벤 하우스는 피아노 편곡의 자필 악보를 소유했다. 그러나 박물관에 있던 소각 장치에 의해 완전히 파괴되어 현재는 사진만 남아 있다. 1800년 이전의 많은 베토벤의 원고들과 마찬가지로, 필체에는 몇 가지 특징이 있지만, 직접적으로 작곡가와 연관된 성격이 가득한 성숙한 대본은 아니다. 

## 악기 편성
피콜로, 클라리넷 2개, 호른 2개, 트럼펫 2개, 팀파니, 현악기

## 악장 구성
본 작품은 모두 8개의 악장으로 구성되어 있다. 총 연주 소요시간은 14분 정도이다.
1. 행진곡 (라장조) - 베토벤의 미래의 작품을 특징짓는 양식의 힌트가 감지된다. 그것은 여러 방법으로 첫 번째 섹션이 반복되는 ABA 형식이다.
2. 독일 노래. 알레그로 모데라토 (라장조) - 론도로 발전된다. 현악기의 흔들리는 주제는 대조되는 멜로디와 번갈아 나타난다.
3. 사냥의 노래. 알레그레토 (라장조) - 호른에 의해 주제가 도입된다. 그것은 현악기에 의해, 그리고 나서 목관악기와 금관악기에 의해 흡수된다.
4. 사랑의 노래. 안단티노 (내림나단조) - 주요 주제는 현악기의 피치카토로 시작된다. 이 주제의 인용은 이후의 악장에서도 나타난다.
5. 전쟁의 노래. 알레그로 아사이 콘 브리오 (라장조) - 헨델의 음악을 연상시키며 금관 악기와 팀파니의 도약으로 절정을 이룬다.
6. 축배의 노래. 알레그로 콘 브리오 (라장조) - 트리오 (사장조) - 간단하고 반복되는 멜로디로 특징지어지는 유쾌한 에피소드이다.
7. 독일 무곡. 왈츠 (라장조) - 초기 3박자 비트에서 시골의 기원을 반영하며, 이는 나중에 보다 유동적인 경향으로 대체된다.
8. 코다. 알레그로 비바체 (라장조) - 예고 없이 피날레 코다가 돌입하지만, 독일 노래의 일시적인 재개를 위해 잠시동안 중단된다.